# Kristian Ditlev Jensen
Kristian Ditlev Jensen (født 27. januar 1971 i Holbæk) er en dansk præst og forfatter og journalist.

## Uddannelse
Kristian Ditlev Jensen er HF-student fra Stenhus Gymnasium og HF i 1990 med tilvalgsfagene russisk, engelsk og samfundsfag. Han har studeret almen og anvendt sprogvidenskab ved Københavns Universitet. Han mangler specialet i en MA i litteraturvidenskab med tilvalg i engelsk litteraturhistorie, kulturjournalistik og kulturformidling. Ved siden af studierne ved Københavns Universitet har han læst kognitiv semiotik ved Aarhus Universitet på Center for semiotisk forskning under professor Per Aage Brandt. Han blev uddannet fra Forfatterskolen i 1997 som elev på den sidste årgang under Poul Borum.
I 2012 begyndte Kristian Ditlev Jensen som stud.theol.
I 2017 bestod Kristian Ditlev Jensen den teologiske paragraf 2-prøve, eksamineret af en lektor og en professor fra Aarhus Universitet, under censor biskop Marianne Christiansen i Haderslev Stift.

## Karriere
- 27. november 2017 i Haderslev Domkirke ordineret som præst i den danske folkekirke.
- 17. december 2017 Indsat som kirkebogsførende sognepræst og begravelsesmyndighed i Holbøl Sogn i Aabenraa Provsti, Haderslev Stift.
- 13. august 2019 Indsat som kirkebogsførende sognepræst i Skagen Pastorat i Frederikshavn Provsti i Aalborg Stift.
- 20. november 2021 Indsat som kirkebogsførende sognepræst i Anholt Pastorat i Norddjurs Provsti i Aarhus Stift.[2]
- 8. januar 2023 Indsat som kirkebogsførende sognepræst i Kværndrup Pastorat i Midtfyn Provsti i Fyens Stift. [3]

## Forfatterskab
I 2001 udkom selvbiografien Det bliver sagt der skildrer de seksuelle overgreb, han var udsat for som barn. Bogen fik Weekendavisens Litteraturpris. Kristian Ditlev Jensen debuterede som skønlitterær forfatter i 2004 med romanen Livret der modtog Debutantprisen på BogForum.
I 2011 udkom samtale- og essaybogen Hvorfor må vi ikke tale om døden?, hvor han og retsmediciner Jørgen Lange Thomsen diskuterer døden og dens aspekter som mord, selvmord, ulykker og naturlig død.
I 2021 udkom romanen BAR. Den blev nomineret til DR Romanprisen 2022.
Kristian Ditlev Jensen har rejst intensivt i hele verden og skildret sine oplevelser i magasiner, tidsskrifter og dagblade. Flere rejser var med tog. Skildringerne udkom som bog Ord i Orient-Ekspressen, mens andre udkom i essaysamlingen Røde kager og grøn te. Flere af hans bøger er oversat til norsk, tysk og japansk. Kristian Ditlev Jensen skrev endvidere dramaet Rigets tilstand, opført på Får302 i 2005.
Som journalist og litteraturkritiker er Kristian Ditlev Jensen fast tilknyttet avisen Weeekendavisen. Han har tidligere også skrevet for Dagen, Information, Politiken, Berlingske og DSB's magasin Ud & Se. Han har desuden skrevet freelance for Jyllands-Posten, Filmmagasinet EKKO, gastronomimagasinet Gastro, Berlingskes MS og de tyske gastronomimagasiner Effilee og Der Feinschmecker.

## Politik
I maj 2007 indtrådte han i den politiske udviklingsgruppe for Ny Alliance. Han stillede op til folketingsvalget 13. november 2007 i Fyns Storkreds og fik 49 stemmer. Januar 2008 forlod han partiet i protest mod partiledelsens meddelelse om, at Ny Alliance var et regulært borgerligt parti, fordi han ikke ønskede at arbejde med partipolitik i traditionel forstand.
1. juni 2008 blev han taleskriver for klima- og energiminister Connie Hedegaard (K). Han fratrådte stillingen 1. april 2009 for at hellige sig arbejdet som forfatter.
Siden 2015 medlem af Det Konservative Folkeparti.[kilde mangler]

## Tillidshverv
- Fonden Det bliver sagt (bestyrelsesformand). Fonden er i dag nedlagt.
- Optaget i Kraks Blå Bog
- Tidligere medlem af Det Danske Gastronomiske Akademi.